# Roses are Red

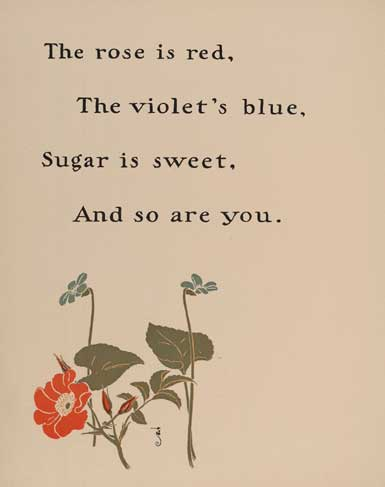
Иллюстрация Уильяма Денслоу в сборнике детских стихов «Матушка Гусыня» (1901)

«Roses are Red» (с англ. — «розы красные») — короткое стихотворение, популярное в англоязычной среде. Традиционно связано с празднованием Дня святого Валентина и используется в валентинках. В Индексе народных песен Рауда имеет номер 19798. Одним из наиболее устойчивых является следующий текст стихотворения: «Roses are red, / Violets are blue, / Sugar is sweet, / And so are you» (с англ. — «Розы красные, / Фиалки синие, / Сахар сладкий, / Как и ты»). Широко распространены, в первую очередь среди детей, пародийные четверостишия, в которых сохраняются лишь первые две строки оригинала.

## Происхождение
Самые ранние стихотворные строки, напоминающие это четверостишие, можно встретить в третьей книге рыцарской поэмы Эдмунда Спенсера «Королева фей», изданной в 1590 году:
It was upon a Sommers shynie day,
When Titan faire his beames did display,
In a fresh fountaine, farre from all mens vew,
She bath’d her brest, the boyling heat t’allay;
She bath’d with roses red, and violets blew,
And all the sweetest flowres, that in the forrest grew.
Современная форма стихотворения впервые появляется в сборнике детских стихов Gammer Gurton’s Garland, изданном фольклористом Джозефом Ритсоном в 1784 году:
The rose is red, the violet’s blue,
The honey’s sweet, and so are you.
Thou are my love and I am thine;
I drew thee to my Valentine:
The lot was cast and then I drew,
And Fortune said it shou’d be you.
Фольклористы Айона и Питер Опи приводят среди прочих версию, где «сладким» является левкой (англ. gillyflower, этим словом также называются некоторые другие ароматные цветы), называя её песней и связывая с праздником Пасхи.